# Tosarhombus longimanus
Tosarhombus longimanus är en fiskart som beskrevs av Amaoka, Mihara och Rivaton, 1997. Tosarhombus longimanus ingår i släktet Tosarhombus och familjen tungevarsfiskar. Inga underarter finns listade i Catalogue of Life.